# Comuna Chișcăreni, Sîngerei
Comuna Chișcăreni este o comună din raionul Sîngerei, Republica Moldova. Este formată din satele Chișcăreni (sat-reședință), Nicolaevca și Slobozia-Chișcăreni.

## Demografie
Conform datelor recensământului din 2014, comuna are o populație de 4.890 de locuitori. La recensământul din 2004 erau 5.720 de locuitori.

## Administrație și politică
Componența Consiliului local Chișcăreni (13 consilieri), ales la 5 noiembrie 2023, este următoarea:
|  | Partid                                       | Consilieri | Componență | Componență | Componență | Componență |
|  | -------------------------------------------- | ---------- | ---------- | ---------- | ---------- | ---------- |
|  | Partidul Liberal Democrat din Moldova        | 4          |            |            |            |            |
|  | Partidul Acțiune și Solidaritate             | 4          |            |            |            |            |
|  | Partidul Socialiștilor din Republica Moldova | 2          |            |            |            |            |
|  | Partidul Social Democrat European            | 2          |            |            |            |            |
|  | Coaliția pentru Unitate și Bunăstare         | 1          |            |            |            |            |